# Неоптолем II
Неоптолем II — цар Епіру (302—295 роки до н. е.), цар стародавнього Епіру з роду Піррідів.

## Біографія
Неоптолем II був сином епірського царя Александра I. Він став царем в 302 році до н. е. замість вигнаного Пірра.
У 296 році до н. е. Пірр повернувся з єгипетським військом, і багато епіротів вітали його. Неоптолем II прийняв Пірра і був змушений поділити з Пірром царську владу в країні.
Кожен з царів готувався позбутися суперника, але Пірру це вдалося раніше. Заручившись підтримкою знаті, в 295 році до н. е. він запросив Неоптолема на бенкет, і там убив його. Таким чином влада в країні знову перейшла до Пірра.